# Solon-Sprüche
Solon-Sprüche ist ein Walzer von Johann Strauss (Sohn) (op. 128). Das Werk wurde am 19. Januar 1853 im Sofienbad-Sall erstmals aufgeführt.

## Einzelnachweis
1. ↑  Quelle: Englische Version des Booklets (Seite 16) in der 52 CDs umfassenden Gesamtausgabe der Orchesterwerke von Johann Strauß (Sohn), Hrsg. Naxos (Label). Das Werk ist als fünfter Titel auf der 2. CD zu hören.